# Лучки (Прохоровский район)
Лу́чки — село в Прохоровском районе Белгородской области, Россия. Административный центр Лучковского сельского поселения.

## География
Граничит с Яковлевским и Ивняским районами. Находится вблизи пгт. Яковлево. В Лучках начинается речка Липовый Донец, приток Северского Донца. Расстояние до районного центра поселок Прохоровка составляет 25 км.
уличная сеть
В селе четыре улицы, две из них названы в честь именитых земляков
- Улица Авдеева
- Центральная улица
- Крещенская улица
- Улица Власова

## История
История заселения села Лучки относится к концу XVII века.
Первопоселенцами были служивые люди, принимавшие участие в строительстве крепости Болховец, входящей в систему укреплений Белгородской черты. 
При "исповещении" землёй болховских детей боярских, земля выделялась с русской стороны оборонительного вала, на север от Болховца. На указанной территории в 80-х годах XVII века были основаны населенные пункты, в числе которых Лучки. 
По другой версии, село изначально было заселено вольными крестьянами, сбежавшими за одну ночь от помещика. Как говорили в старину, «мигнули», поэтому называли его Мигуловка. Со временем название изменилось на Лучки, от сравнения с лучами, по которым происходило расселения крестьян по берегам Липового Донца.  
Краевед А.Г. Бобов выдвинул еще одну версию: «Село Лучки образовано в последней четверти XVII века.  Свое название оно получило от расположения правых «отвершков» Липового Донца в форме изгиба-луки. Имело оно и дополнительное название – Мигуловка.»
Первая перепись населения села Лучки содержится в "Книга переписная Болховца и уезда, 1718 год (1-я ревизия)".
В 1832 году в селе Лучки была построена Богоявленская каменная церковь. К концу века здесь размещались школа грамоты и земская школа. В 1875 году открылась церковно-приходская трехлетняя школа под попечительством дворянина Российского Л.А..
Окрестности села во время Великой Отечественной стали территорией, где проходил южный фас Курской дуги (Сражение под Прохоровкой).

## Население
| 2002 | 2010 |
| ---- | ---- |
| 550  | ↘506 |

## Известные жители
В селении родились: Ива́н Па́влович Авде́ев (1910—1978) — участник Великой Отечественной войны, Герой Советского Союза (1945); Николай Иванович Власов (1926—1979) — разведчик взвода пешей разведки 110-го гвардейского стрелкового полка 38-й гвардейской стрелковой дивизии 70-й армии 2-го Белорусского фронта, полный кавалер Ордена Славы (1946).

## Инфраструктура
социальные объекты
средняя школа (с 2001 г.), детский садик «Солнышко». Сельский Дом культуры, библиотека. Фельдшерско-акушерский пункт.
Организованы хоровые, танцевальные, фольклорные коллективы.
инженерные сети
Водо-, газопроводы, установлены телефоны общего пользования.
Экономика
Жители села заняты в социальной сфере, животноводстве, растениеводстве; есть трудовая миграция в соседний поселок Яковлево, город Строитель и город Белгород.
Действуют следующие объекты:
- магазины, кафе
- селекционно-гибридный центр;
- первая биогазовая установка мощностью 2,4 МВт построена у села Лучки Прохоровского района Белгородской области для утилизации боинских отходов мясоперерабатывающего завода и животноводческих отходов селекционно-гибридного центра ГК «Агро-Белогорье», а также для реализации электрической и тепловой энергии[9].

достопримечательности
Памятник воинам-односельчанам, павшим в боях Великой Отечественной войны 1941—1945 гг.

### Карты
- Лучки на карте Wikimapia